# Preciosa (personnage)
Pour les articles homonymes, voir Preciosa.
Preciosa est un personnage fictif, protagoniste de La Petite Gitane de Miguel de Cervantes.

## Présentation
Preciosa (« précieuse » ou « jolie » en espagnol) est le personnage principal de La Petite Gitane (La Gitanilla), premier des douze récits des Nouvelles exemplaires de Miguel de Cervantes (1613).
C'est une jeune, belle et vertueuse gitane, dont s'éprend le noble Don Juan de Cárcamo. Preciosa demande au jeune garçon de lui prouver son amour en abandonnant son rang et sa famille et d'adopter le mode de vie des gitans durant deux ans. Don Juan accepte et se fait alors appeler Andrés. Après diverses aventures, il est révélé que Preciosa est en réalité noble de naissance, enlevée enfant. Les deux amoureux peuvent alors se marier,. C'est ainsi que « triomphent, dans toutes les « novelas ejemplares », la magnanimité, la loyauté, la constance amoureuse poussée jusqu'à l'héroïsme et presque jusqu'à la sainteté ».

## Postérité
Pour Myriam Dufour-Maître, le personnage de Preciosa, ou Précieuse en français, annonciatrice des Précieuses, « se développe dans la première moitié du [XVIIe siècle] siècle entre nouvelles, poésie, théâtre, peinture et pratiques de la sociabilité mondaine et galante ».
François de Rosset publie notamment dès 1615 La Belle Égyptienne, traduction assez fidèle plusieurs fois rééditée, et sous forme de la tragi-comédie, publiée en 1628, Alexandre Hardy porte à la scène le personnage.
À Berlin, la figure de Preciosa est l'objet d'une comédie homonyme de Pius Alexander Wolff accompagnée d'une musique de scène de Carl Maria von Weber, créée en 1821.

## Galerie

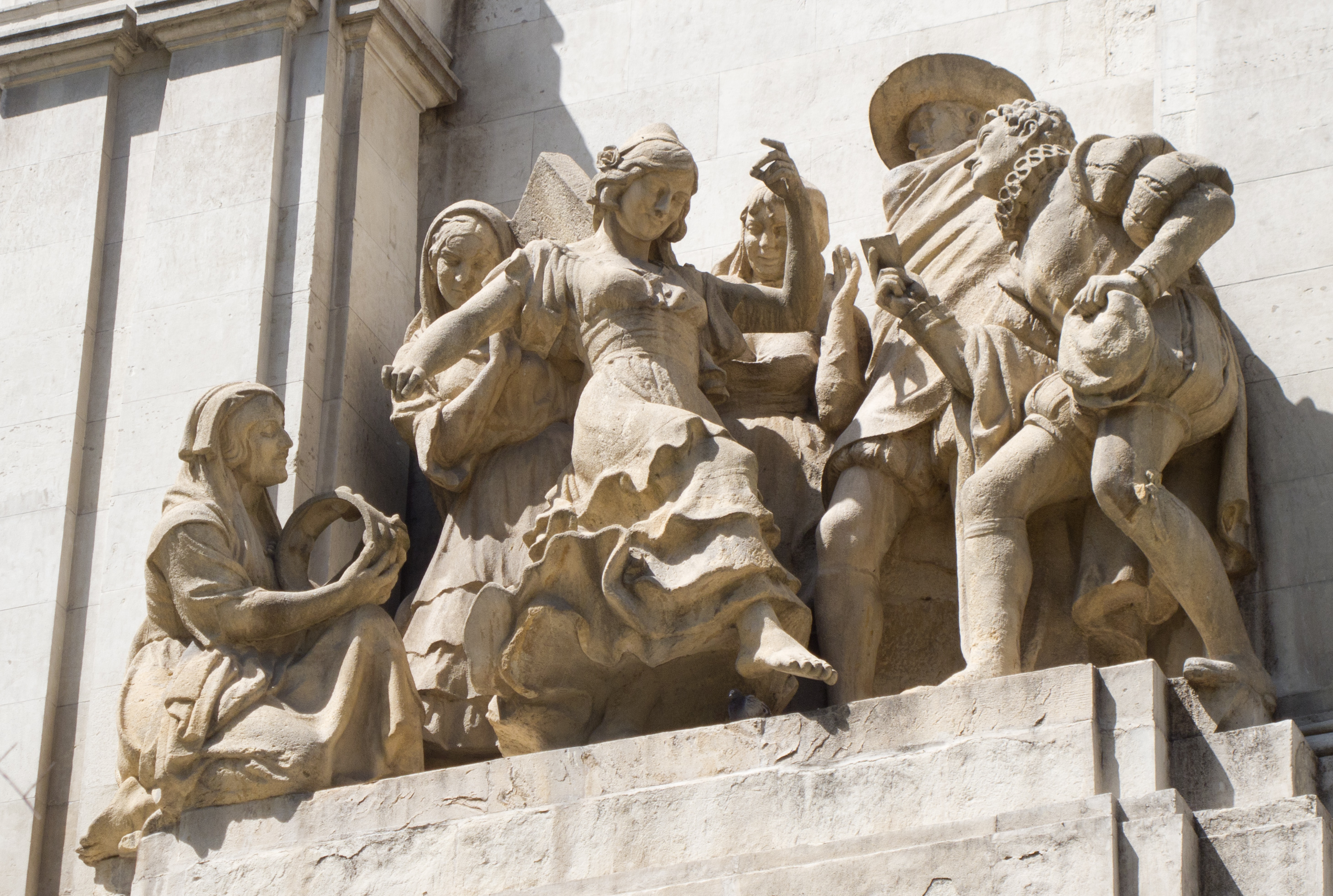
La Petite Gitane de Federico Coullaut-Valera (1960).
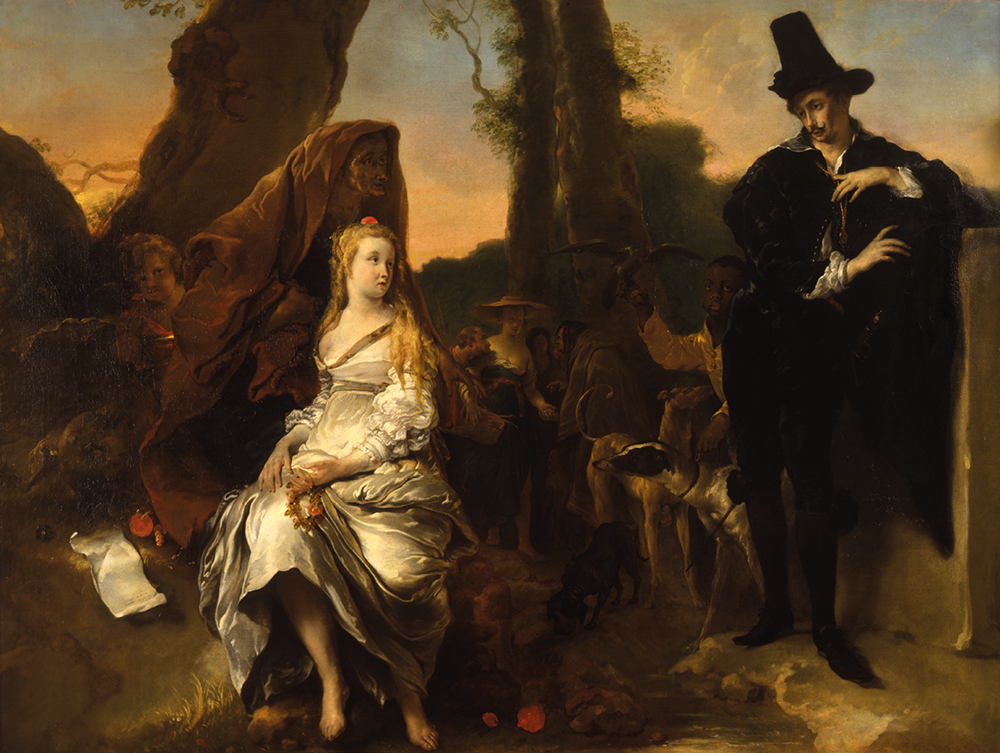
Pretioze and Don Jan de Jan van Noordt (vers 1660).
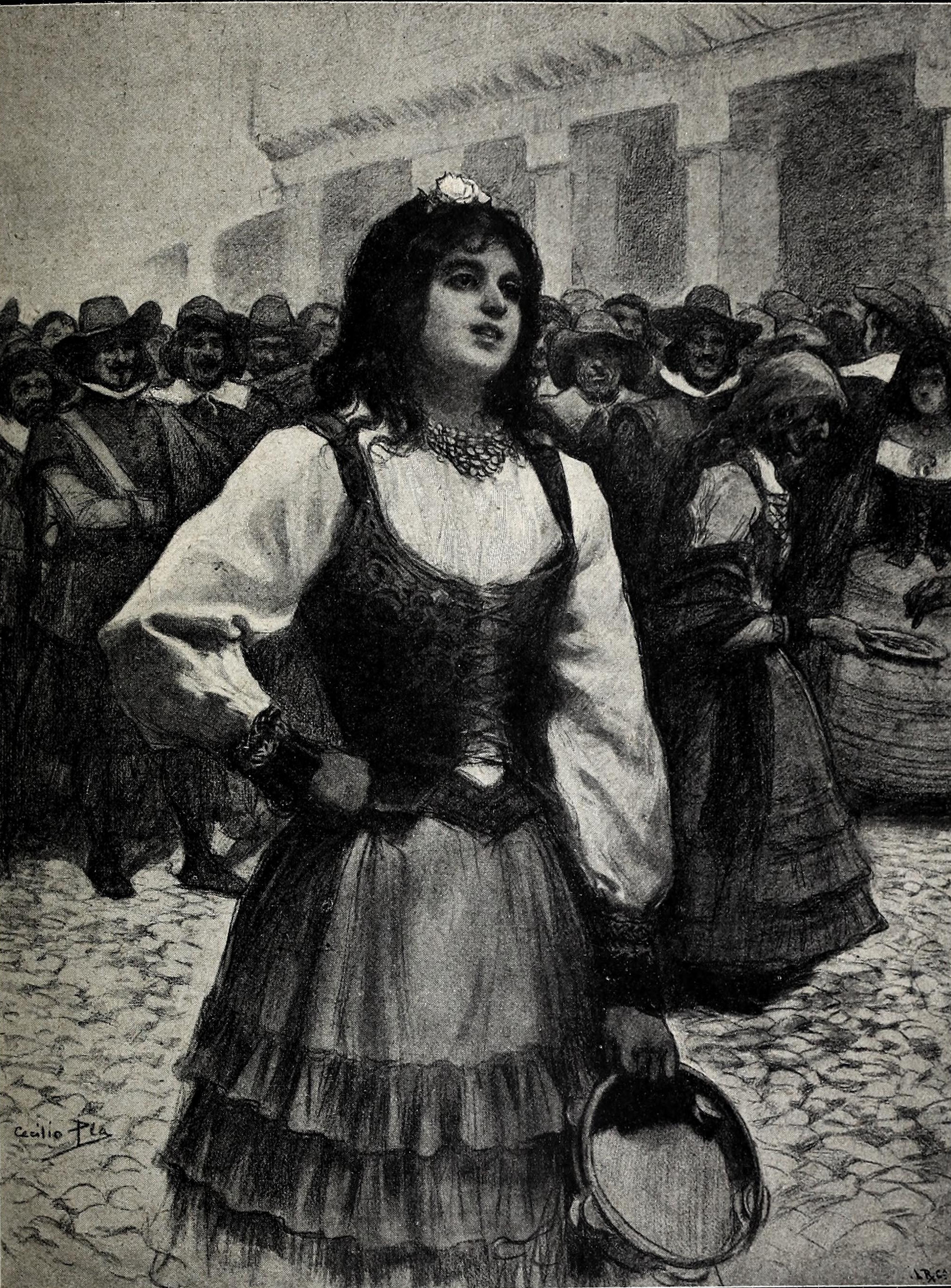
Creaciones femeninas VI : La gitanilla de Cecilio Pla (1899).
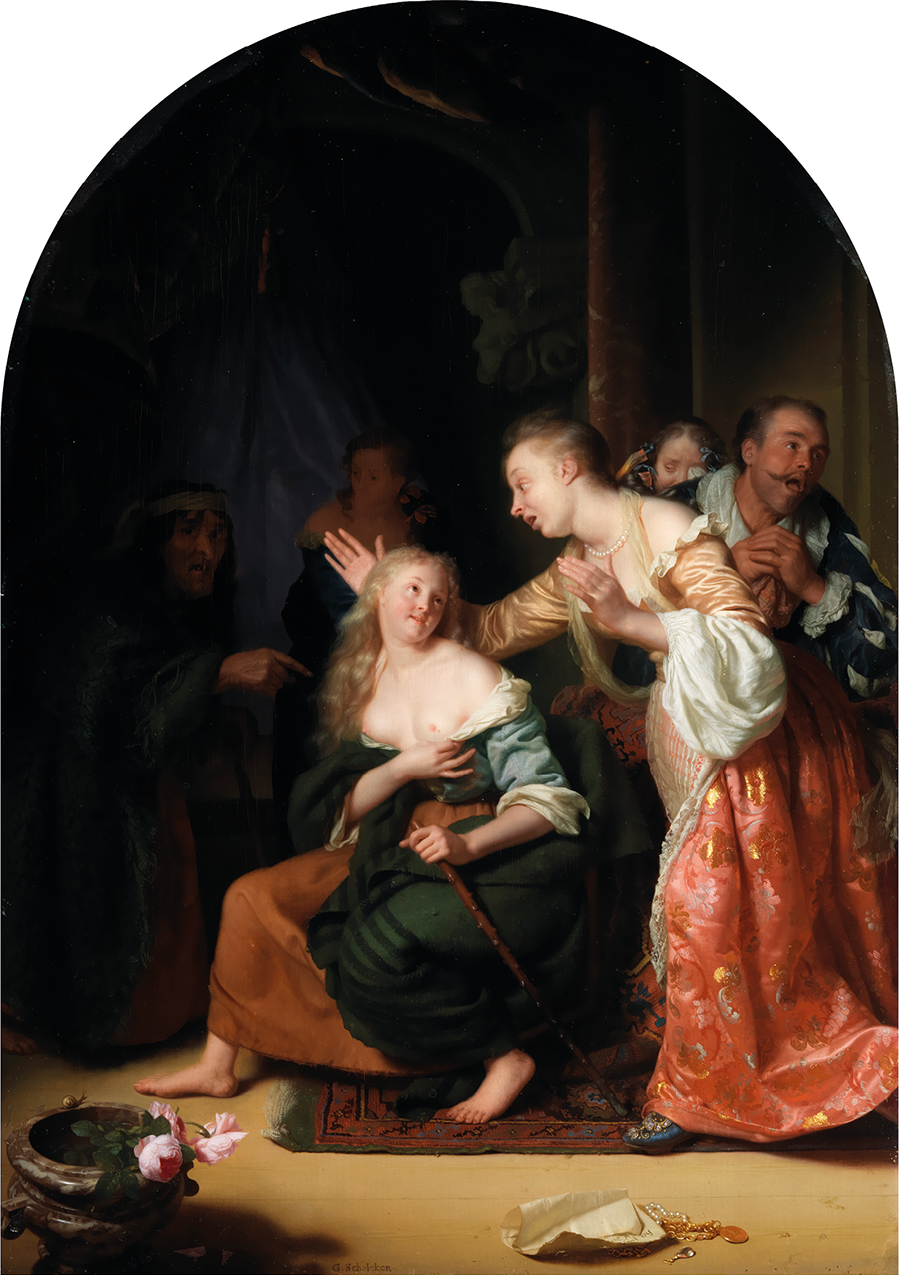
Preciosa Recognised de Godfried Schalken (vers 1675).
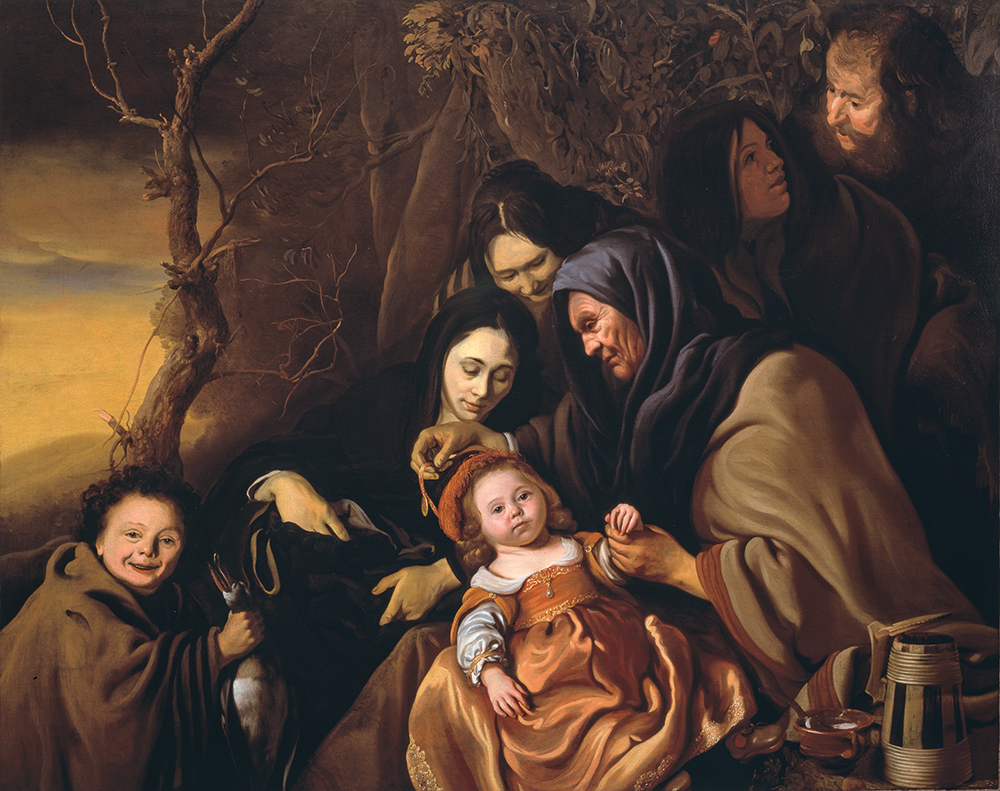
Constance (Preciosa) Abducted by the Gypsies de Leendert van der Cooghen (en) (vers 1652-1681).
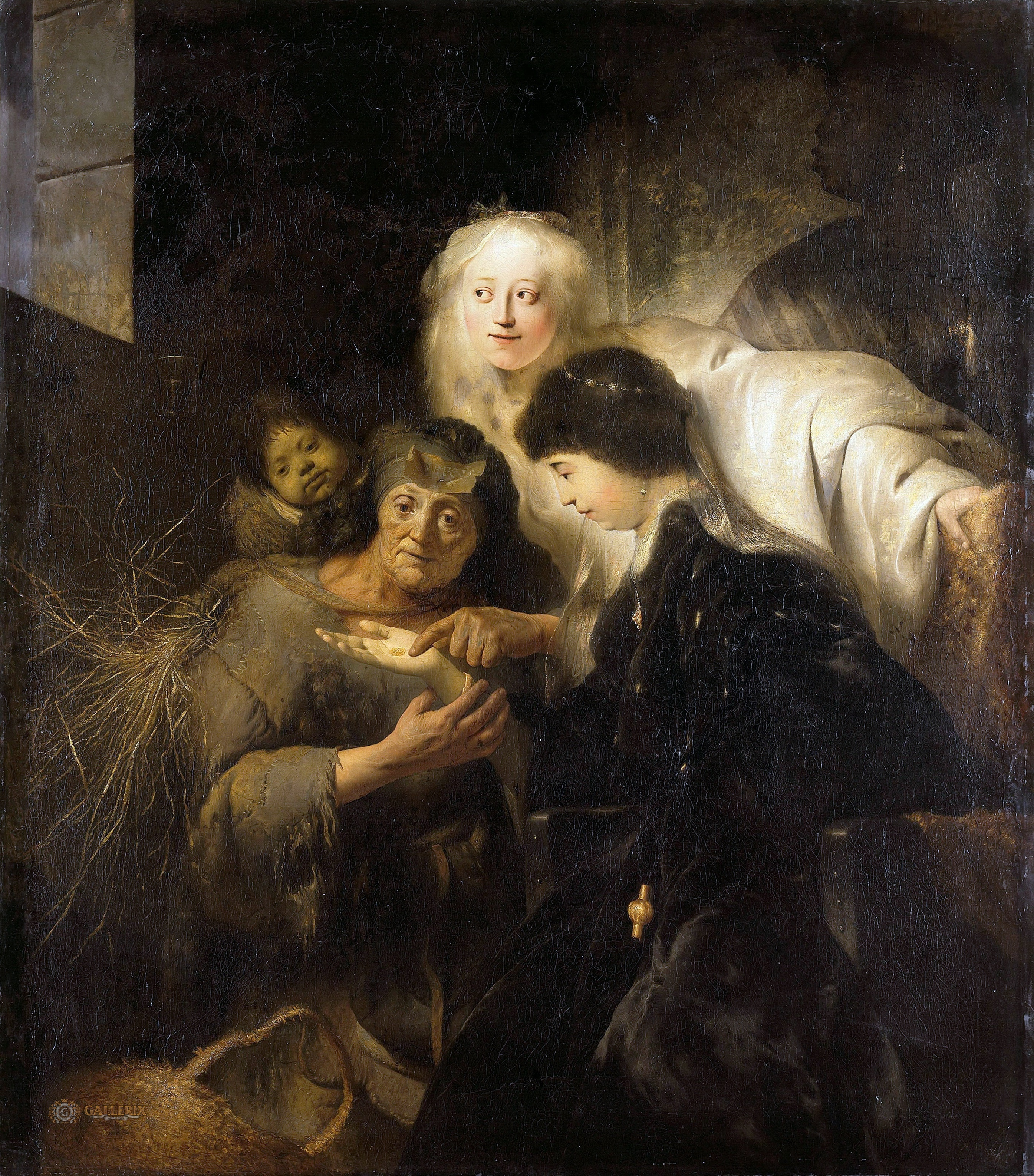
Preciosa und Doña Clara de Jan Lievens (vers 1631).
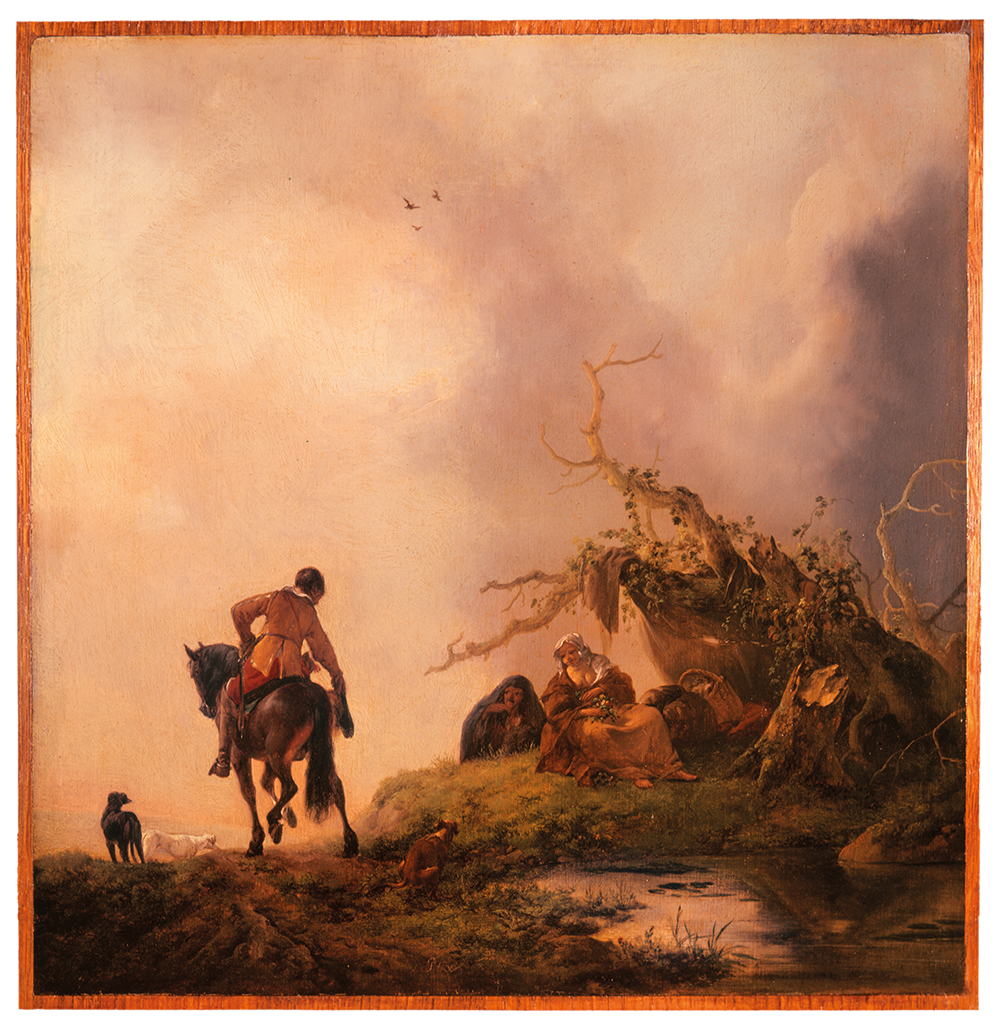
De ontmoeting van Don Jan en Preciosa de Philips Wouwerman (vers 1640-1643).
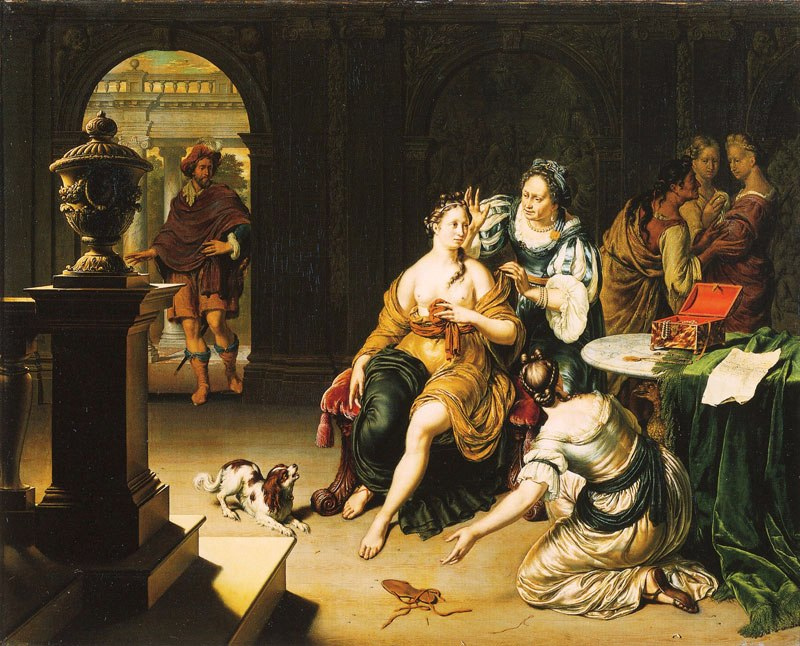
Preziosa de Frans van Mieris l'Ancien (1709).
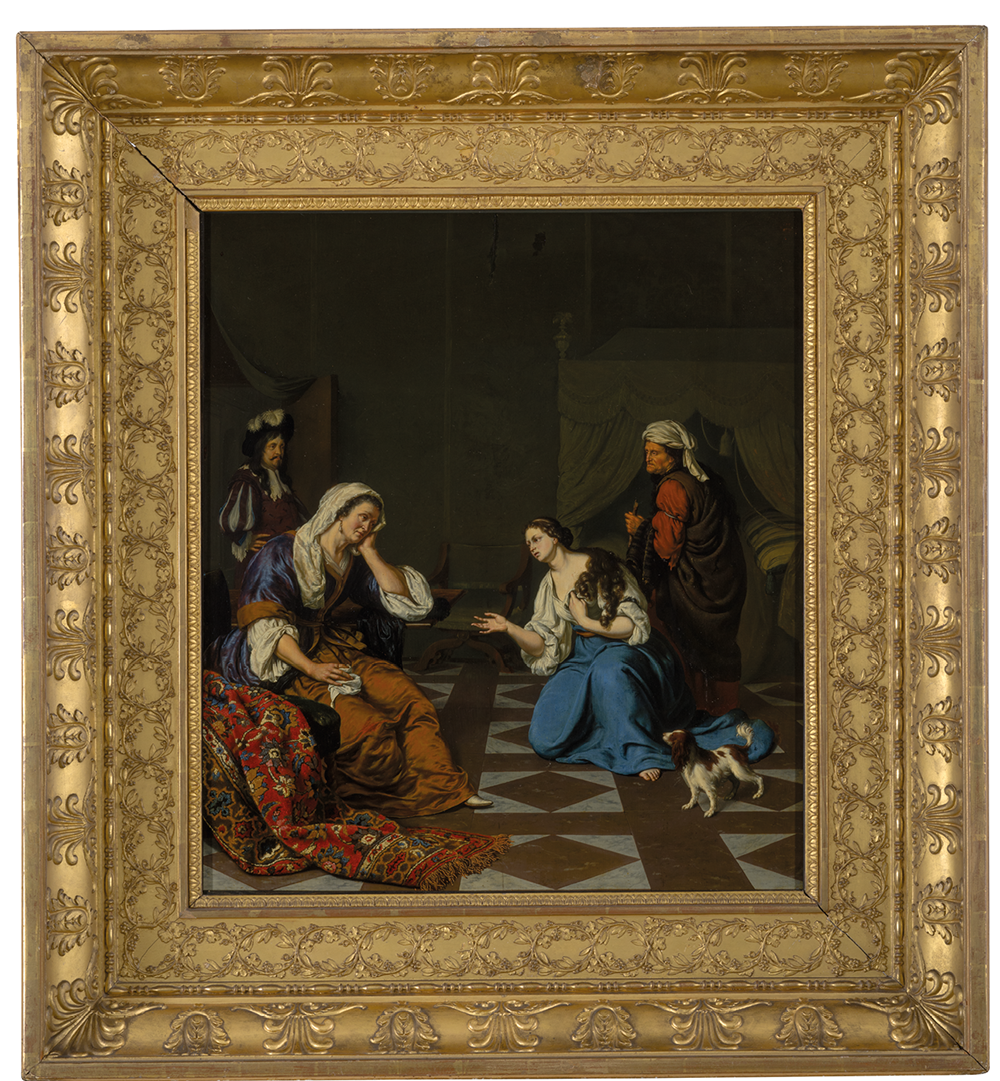
Homecoming of Preciosa de Willem van Mieris (vers 1677-1685).
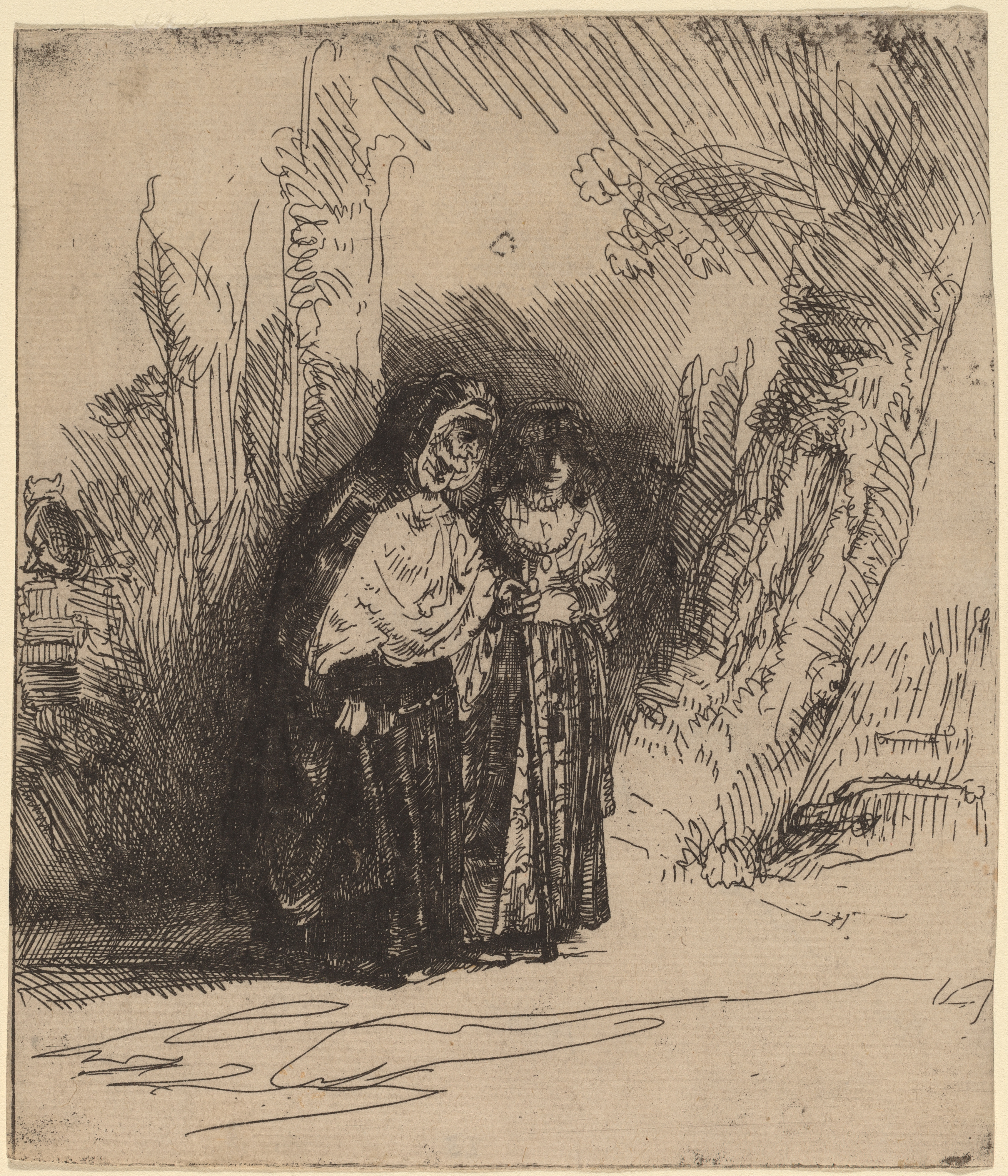
The Spanish Gypsy "Preciosa"  de Rembrandt (vers 1642).

## Hommage
L'astéroïde (529) Preziosa, découvert en 1904, est nommé en son honneur.